# Yale University Art Gallery
 (octobre 2022).
La Yale University Art Gallery est un musée américain qui abrite une collection encyclopédique et significative d'œuvres d'art dans plusieurs bâtiments du campus de l'université Yale à New Haven (Connecticut). Il s'agit du plus ancien musée d'art universitaire des États-Unis.
Bien qu'elle recouvre toutes les cultures et toutes les périodes, la Yale Gallery possède plus particulièrement des collections renommées de primitifs italiens, de sculptures africaines  et d'art moderne. Ses collections des arts décoratifs et des beaux-arts américains sont parmi les plus belles du monde.

## Histoire
La Yale University Art Gallery a été créée en 1832, quand John Trumbull peintre américain contemporain de la guerre d'indépendance des États-Unis fait la donation au Yale College de plus de 100 tableaux illustrant la révolution américaine. Il dessine la galerie, de style néo-classique, qui porte alors son nom et sous laquelle il sera inhumé. La galerie est détruite en 1901, l'ensemble des œuvres ayant été déplacées vers Street Hall.
À l'automne 1926, la construction d'un nouveau bâtiment commence. Il doit permettre de centraliser les collections d'arts dispersées dans plusieurs bâtiments du campus depuis la disparition de la Trumbull Gallery. Les collections ne cessent pas de croître. Egerton Swartwout dessine ce qui deviendra la Gallery of Fine Arts qui ouvre ses portes le 27 septembre 1928. L'architecte s'inspire du style néo-gothique déjà présent à plusieurs endroits du campus. Il s'inspire également de l'architecture florentine, en particulier du palais du Bargello et du palais Davanzati. Le bâtiment conserve aujourd'hui une partie des collections, l'autre partie ayant migré dans le bâtiment voisin construit par Louis Kahn en 1953. La Swartwout Gallery est également un espace d'exposition temporaire.
Ce qui est aujourd'hui le bâtiment principal est considéré comme une des premières œuvres majeures de l'architecte, qui enseignait alors à Yale. Une rénovation complète, ayant pris pour objectif de respecter au plus près la volonté initiale de Louis Kahn fut achevée par Polshek Partnership Architects en 2006. L'ensemble du musée rouvre le 1er décembre 2012 après 14 ans de travaux incluant rénovation et extension, le tout au prix de 135 millions de dollars. La surface totale du musée est de 69 975 square feet, 6 500 m2.

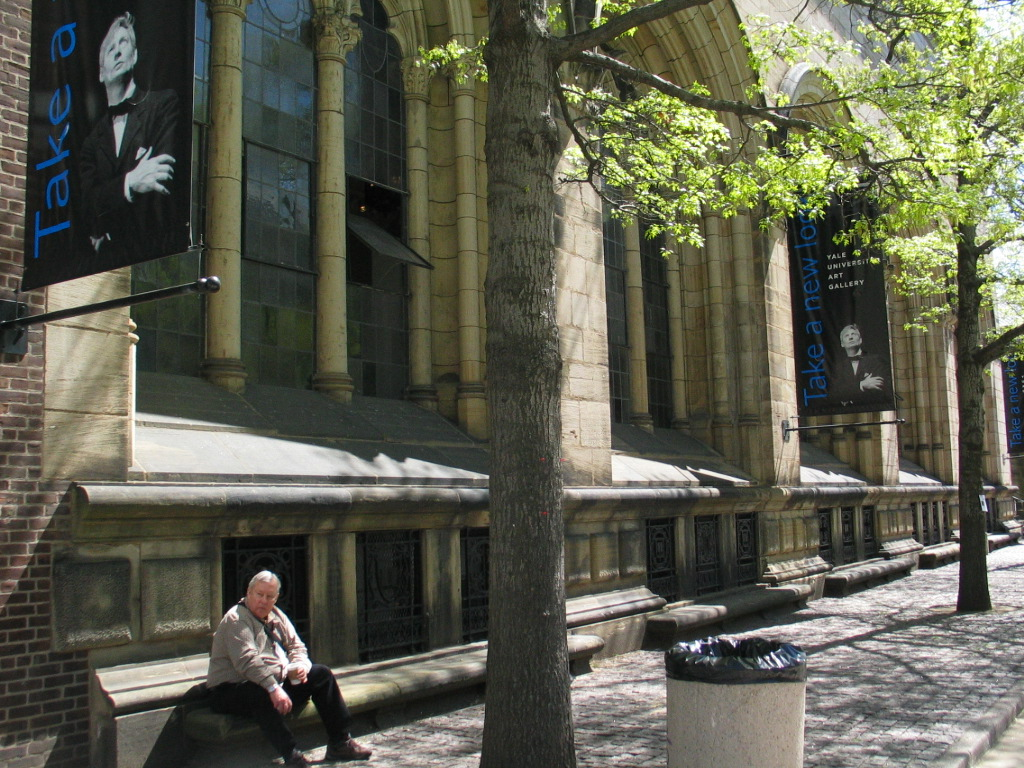
exposition Take a new look (incluant un portrait de Louis Kahn) dans la Swartwout Gallery (Swartwout architecte)
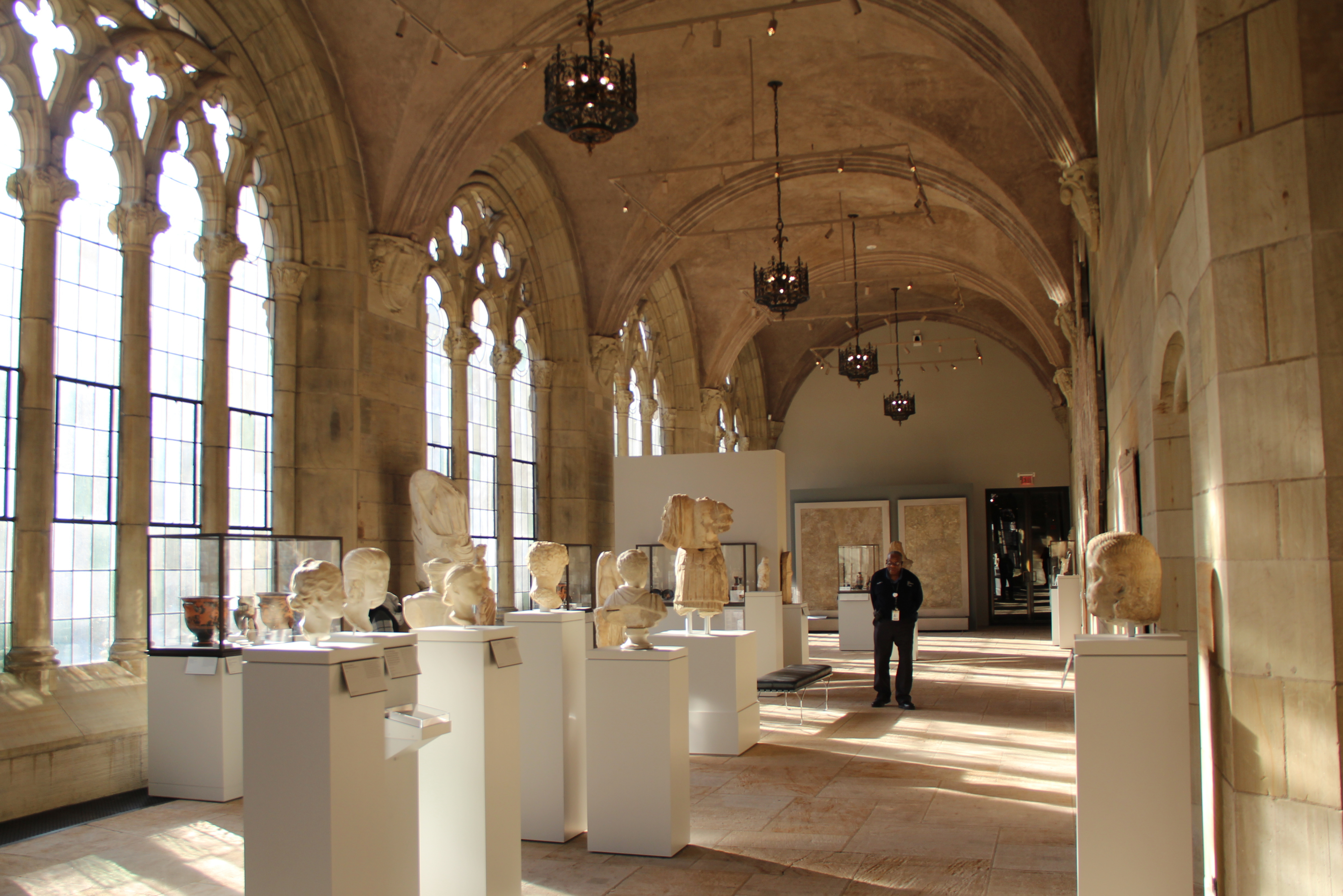
Sculpture Hall (Swartwout architecte)
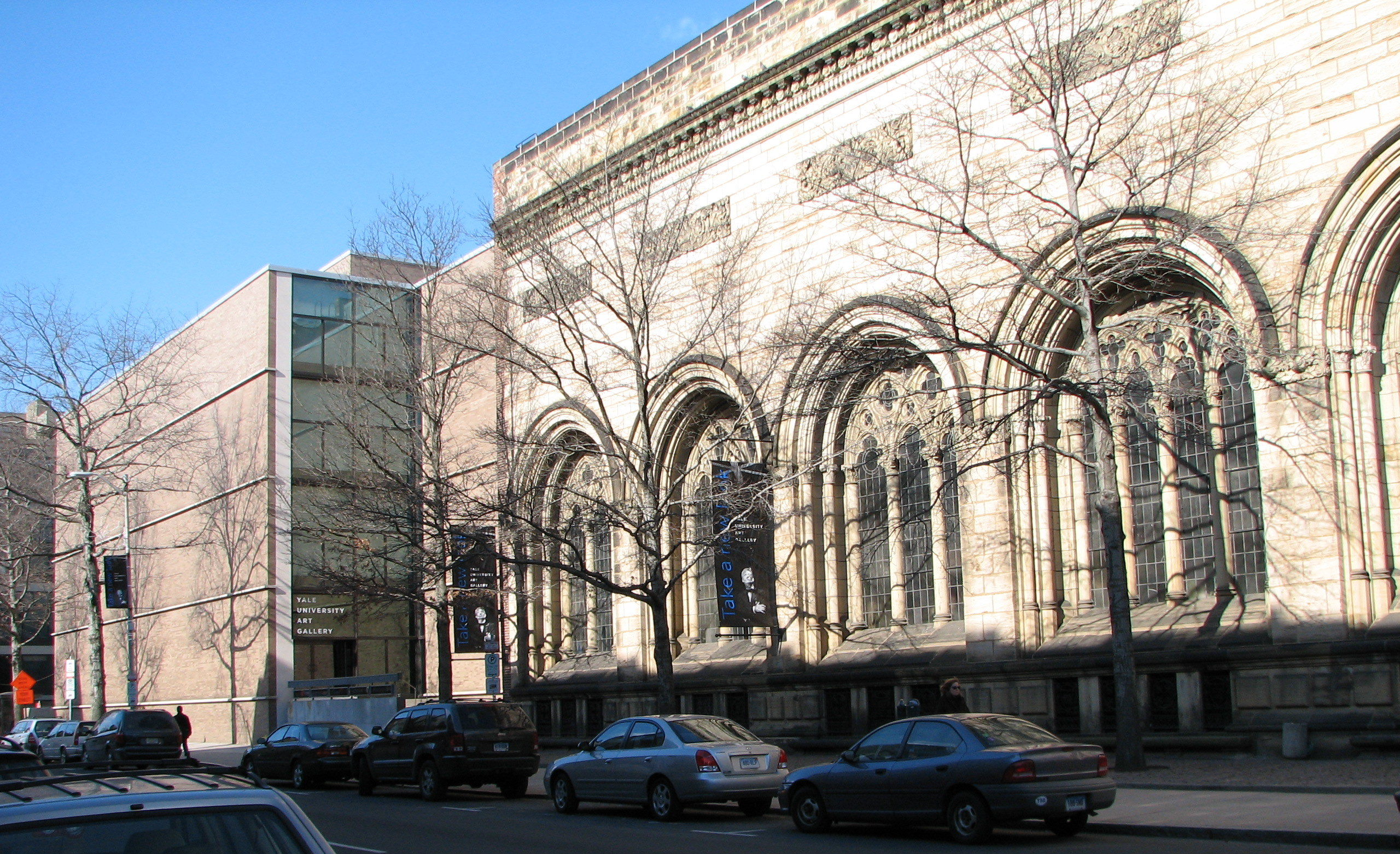
l'entrée du musée à la jonction des deux bâtiments principaux
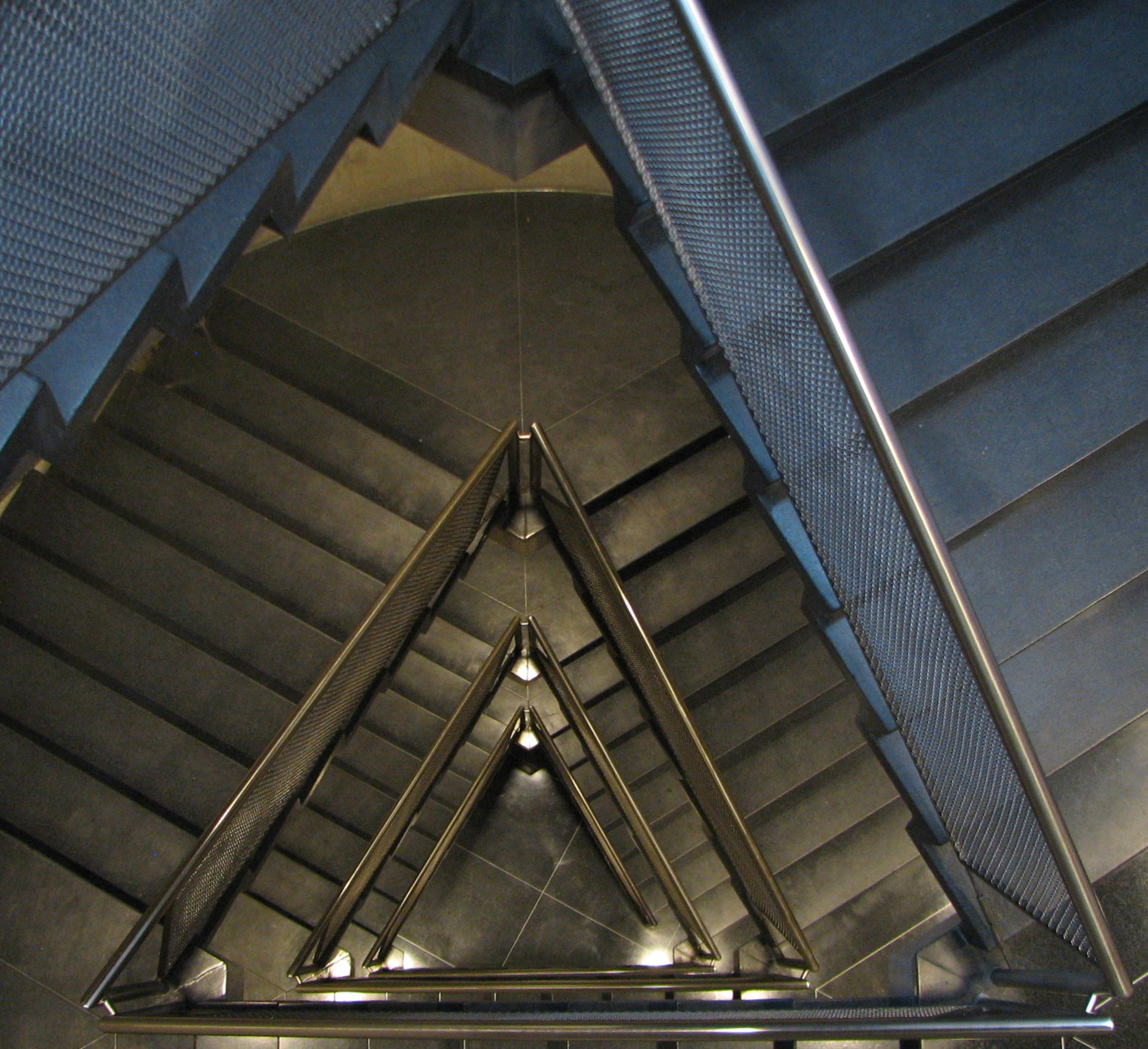
l'escalier (Louis Kahn architecte)
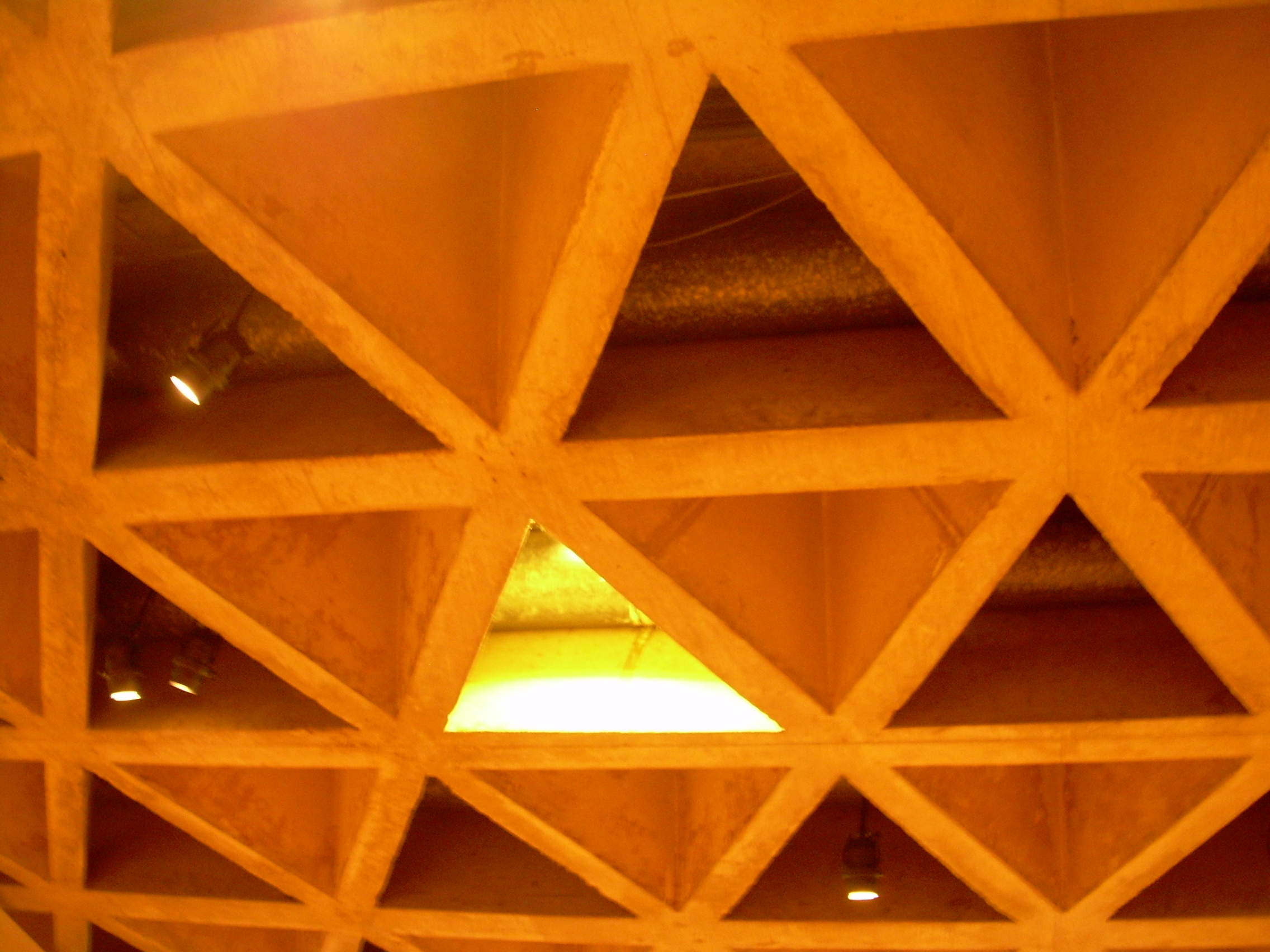
le plafond triangle (Louis Kahn architecte)

## Collections
Le musée présente des arts antiques d'Asie et d'Europe.

Antiquité
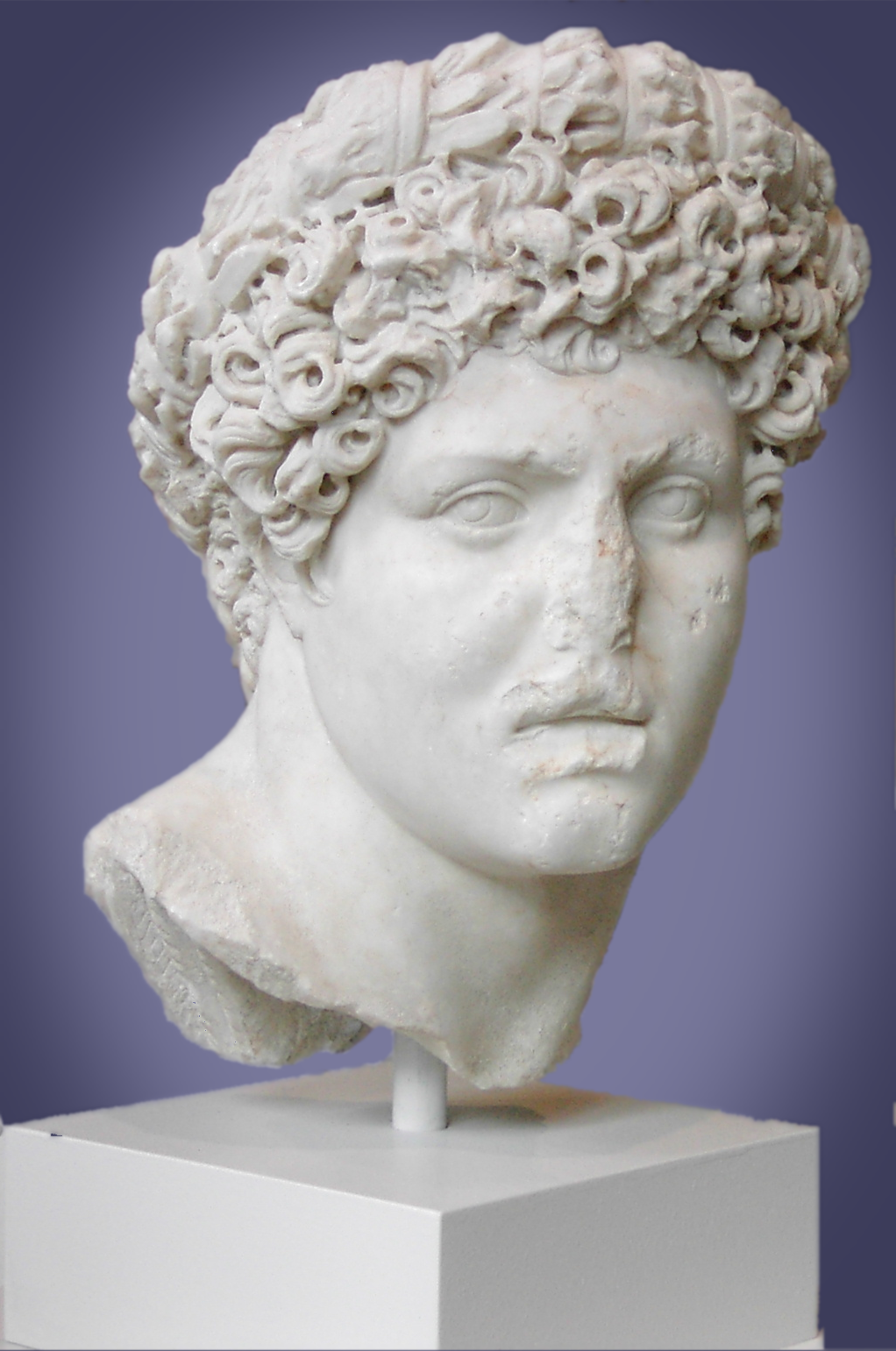
Portrait d'un jeune homme romain, (140-160 apr. J.-C.)
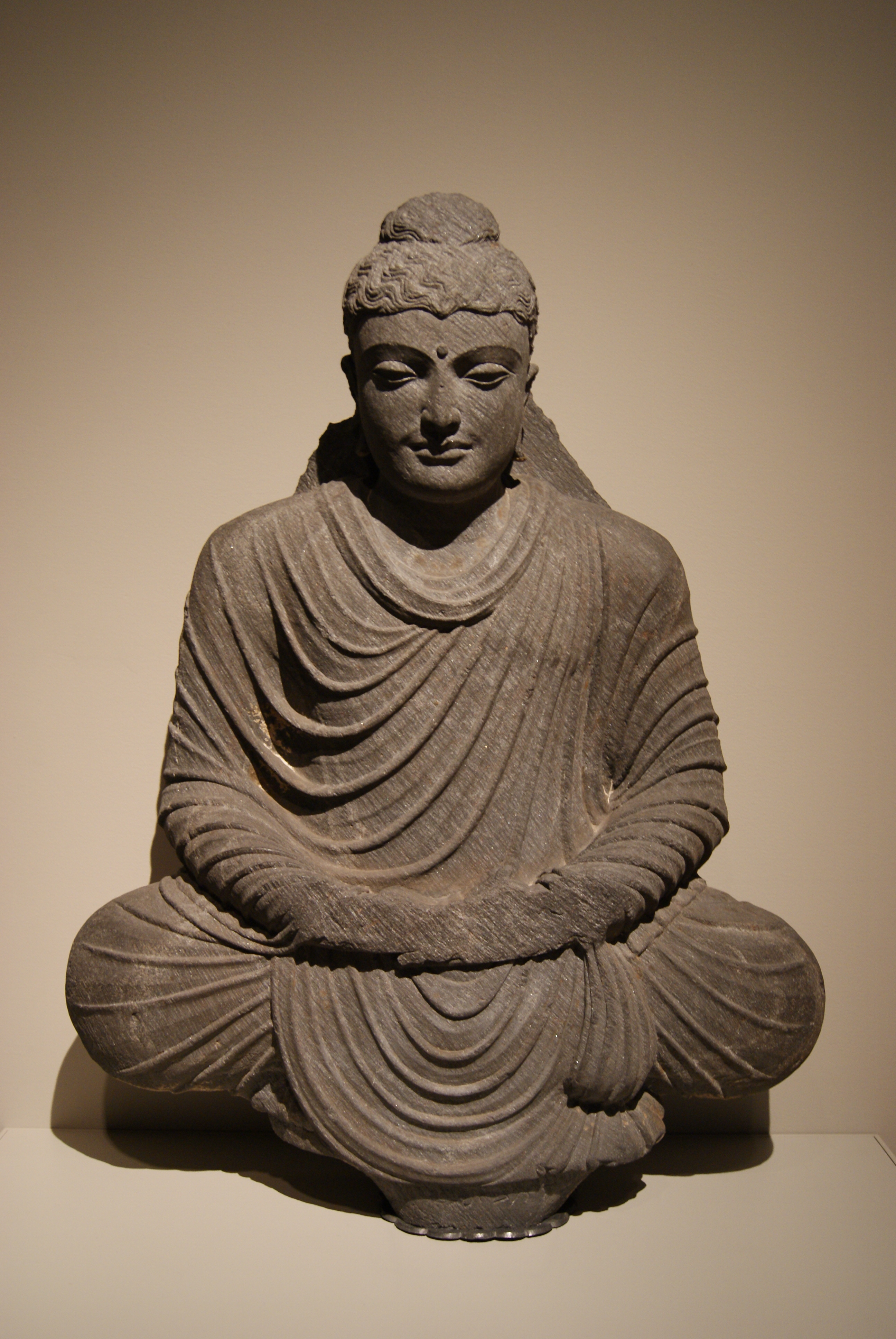
Bouddha assis en méditation (IIIe siècle - période Kushan)

On peut aussi y voir une collection de peinture qui présente des œuvres de la Renaissance à la période impressionniste.
- Antoine van Dyck[3] : Saint Matthieu, vers 1619 ; Le Savant, 1627-1630 et La Vierge à l'enfant avec des anges musiciens, v. 1630
- La donation Arthur Ross (en) de sa collection d'estampes européennes (Rembrandt, Canaletto, Tiepolo, Giovanni Battista Piranesi, Francesco Piranesi, Goya, Honoré Daumier, Édouard Manet, Edgar Degas, Paul Gauguin, Henri Matisse, Pablo Picasso, Odilon Redon...).

Peinture
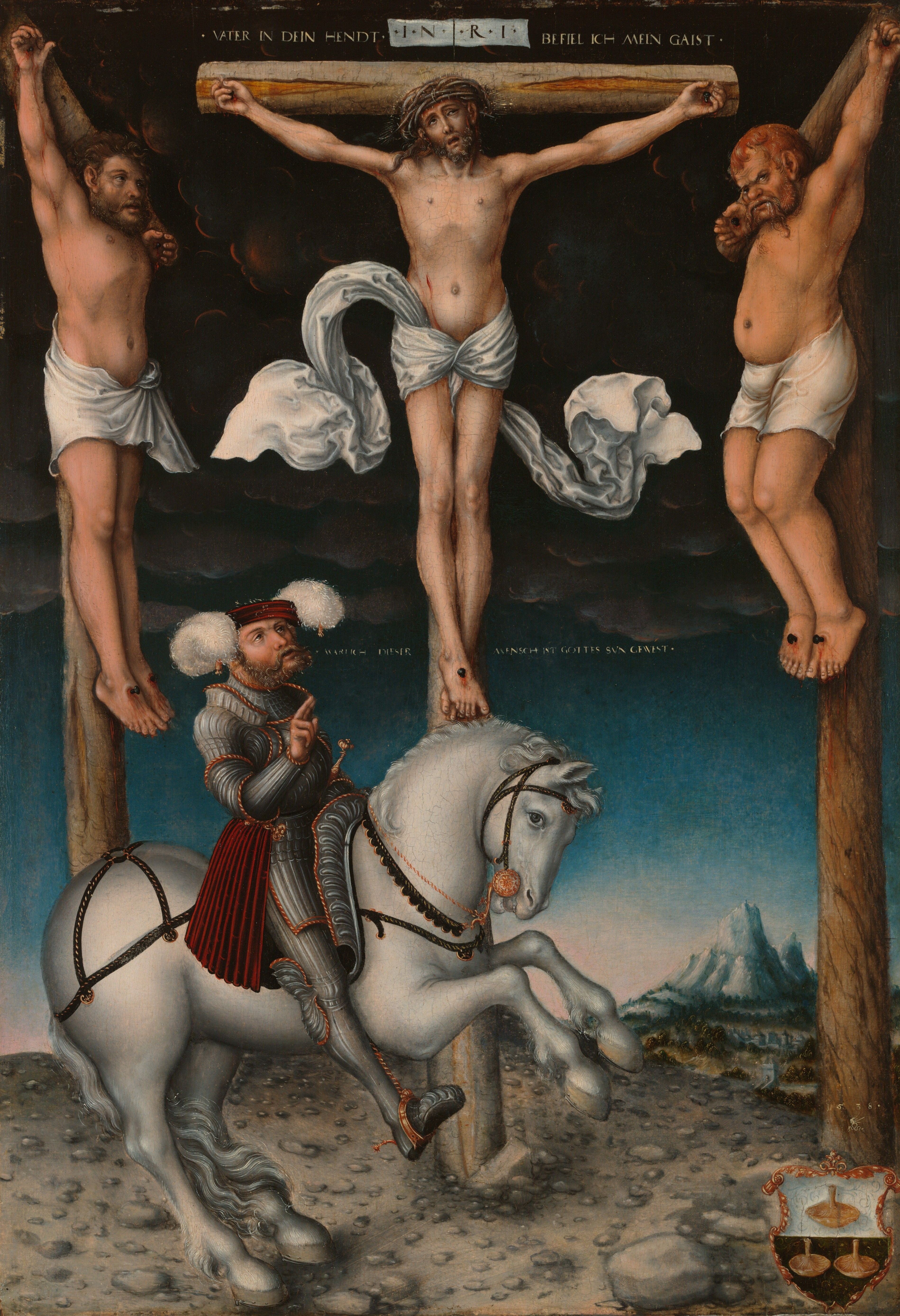
La Crucifixion avec le centurion converti, 1538 Lucas Cranach
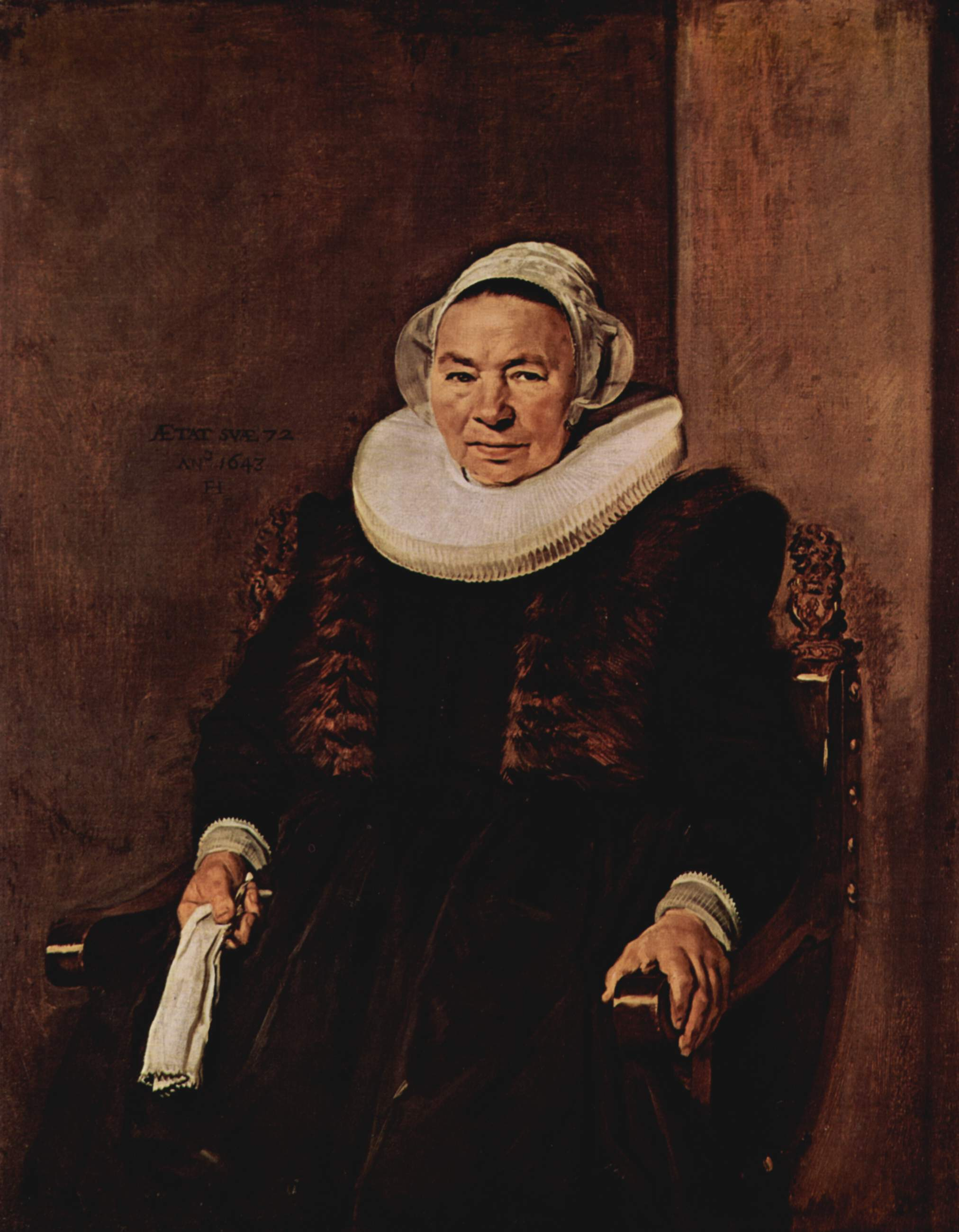
Femme inconnue, 1643 Frans Hals
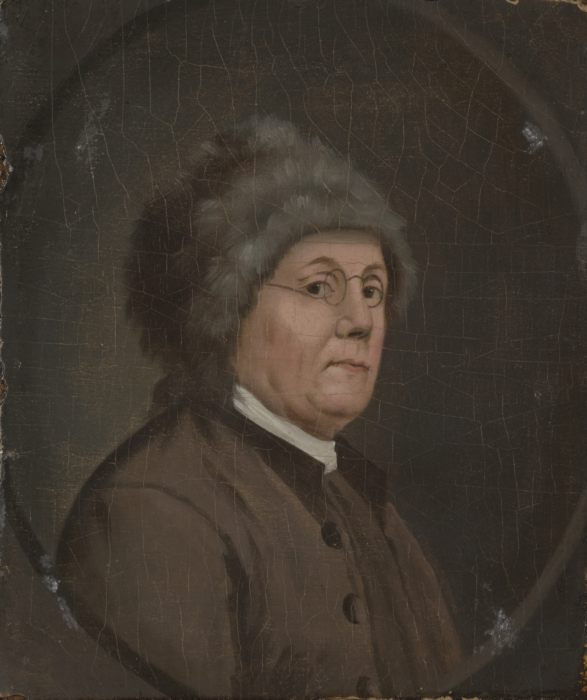
Benjamin Franklin, 1778 John Trumbull
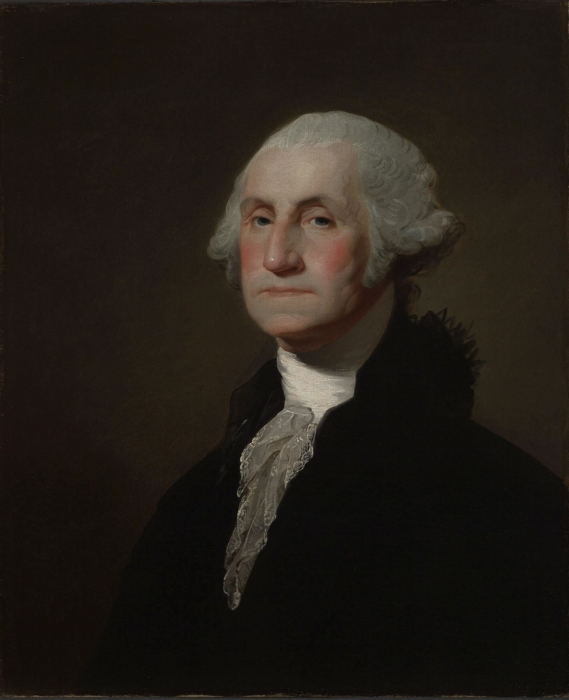
George Washington, 1796-1805 Gilbert Stuart
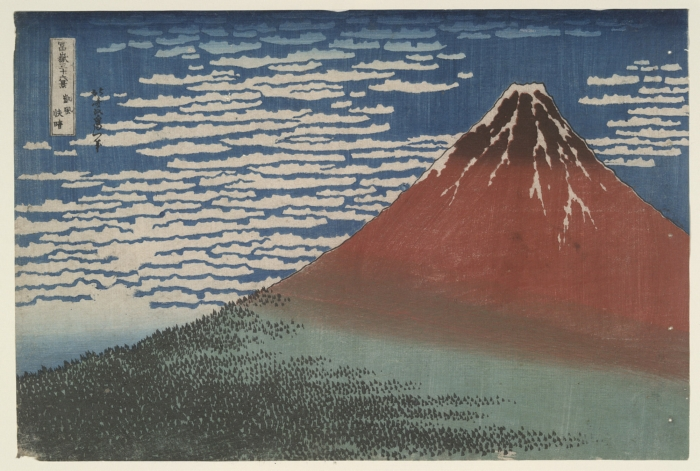
Vent du sud et éclaircie,1831 Hokusai
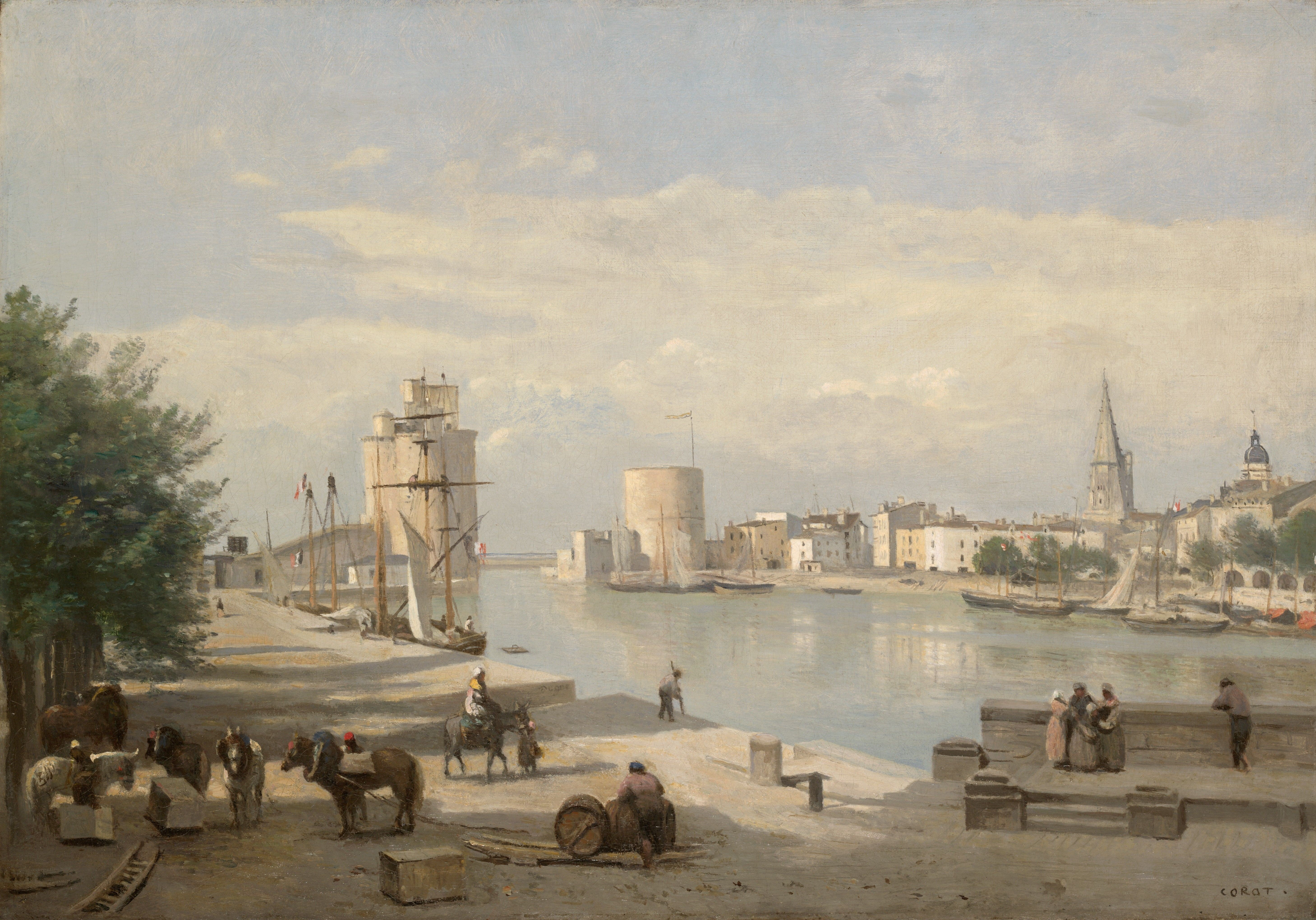
Le Port de La Rochelle, 1851 Jean-Baptiste Camille Corot
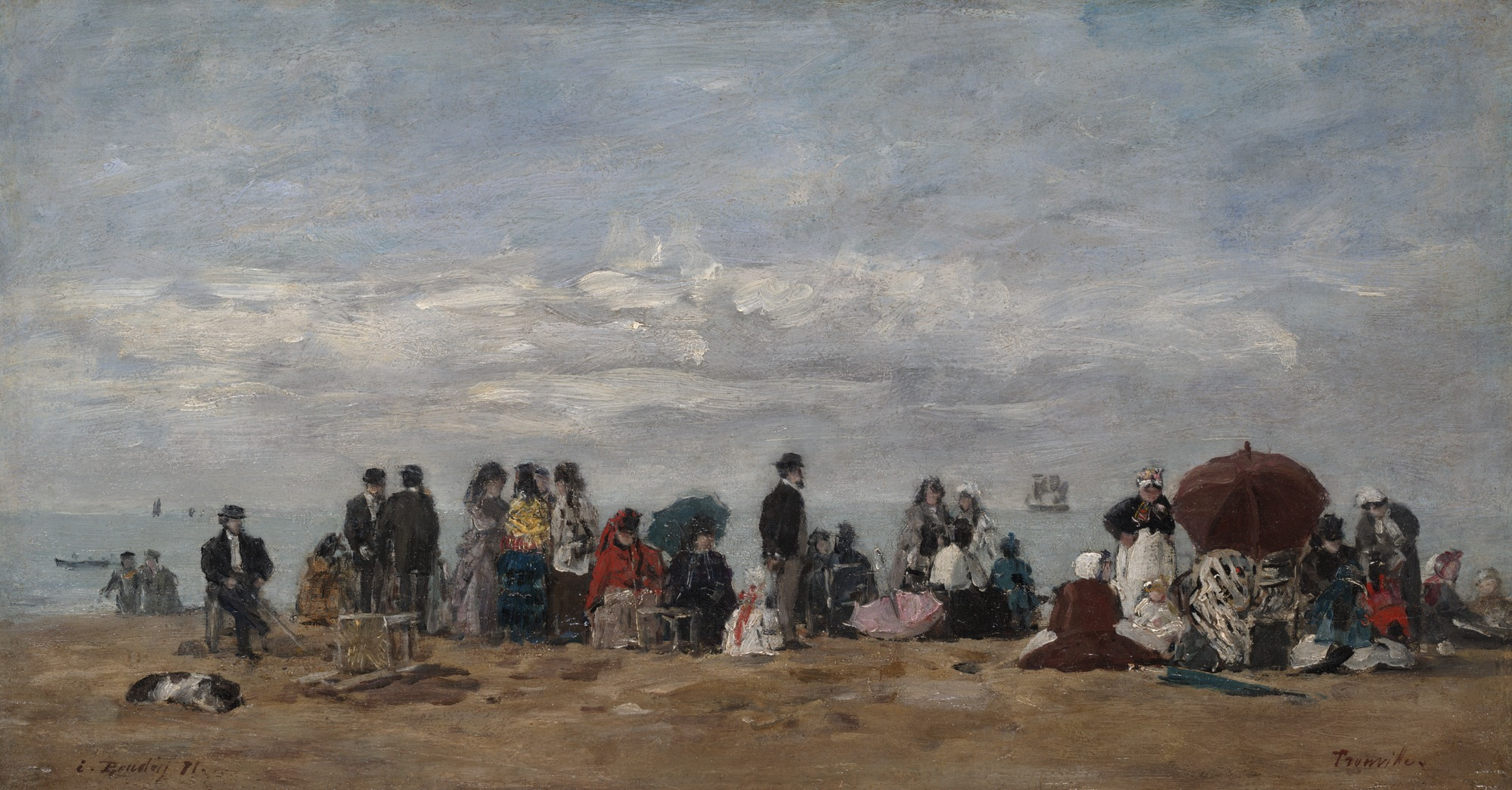
La Plage à Trouville, 1871 Eugène Boudin
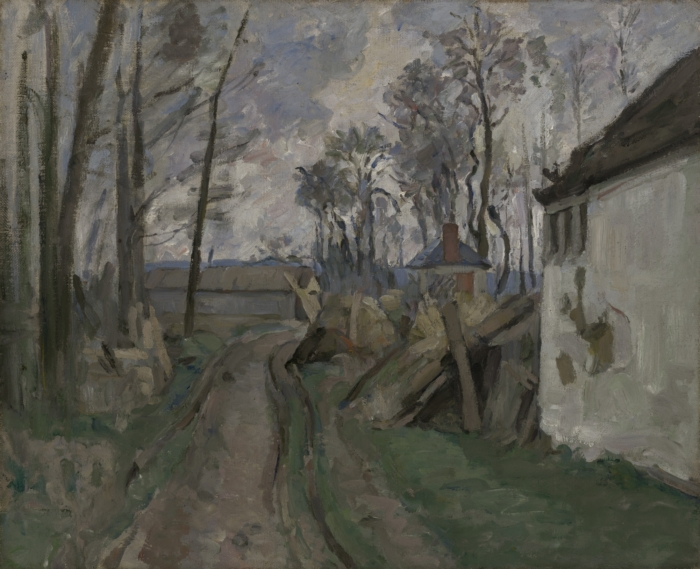
Route près d'Auvers, 1872 Paul Cézanne
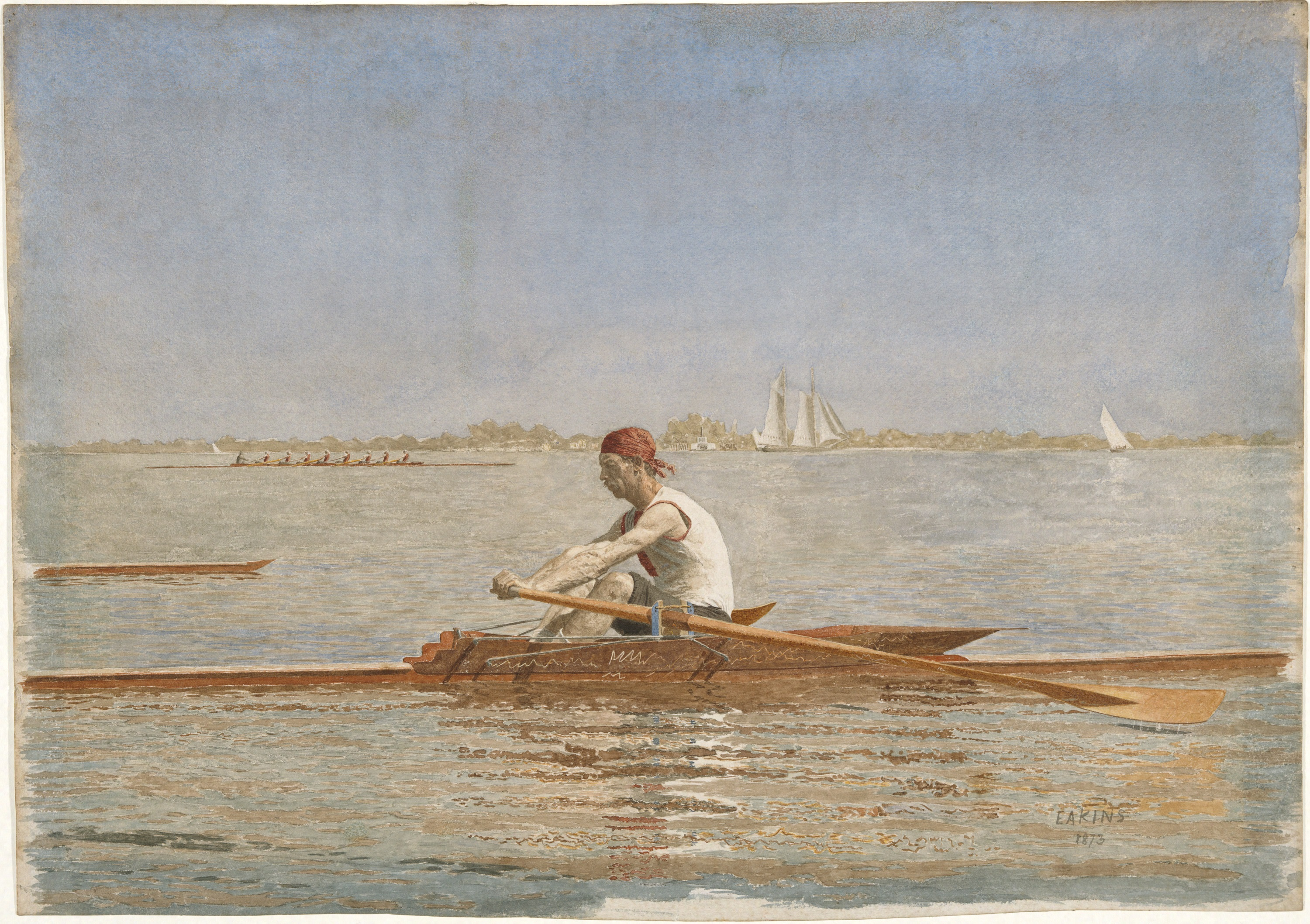
John Biglin in a Single Scull, 1873 Thomas Eakins
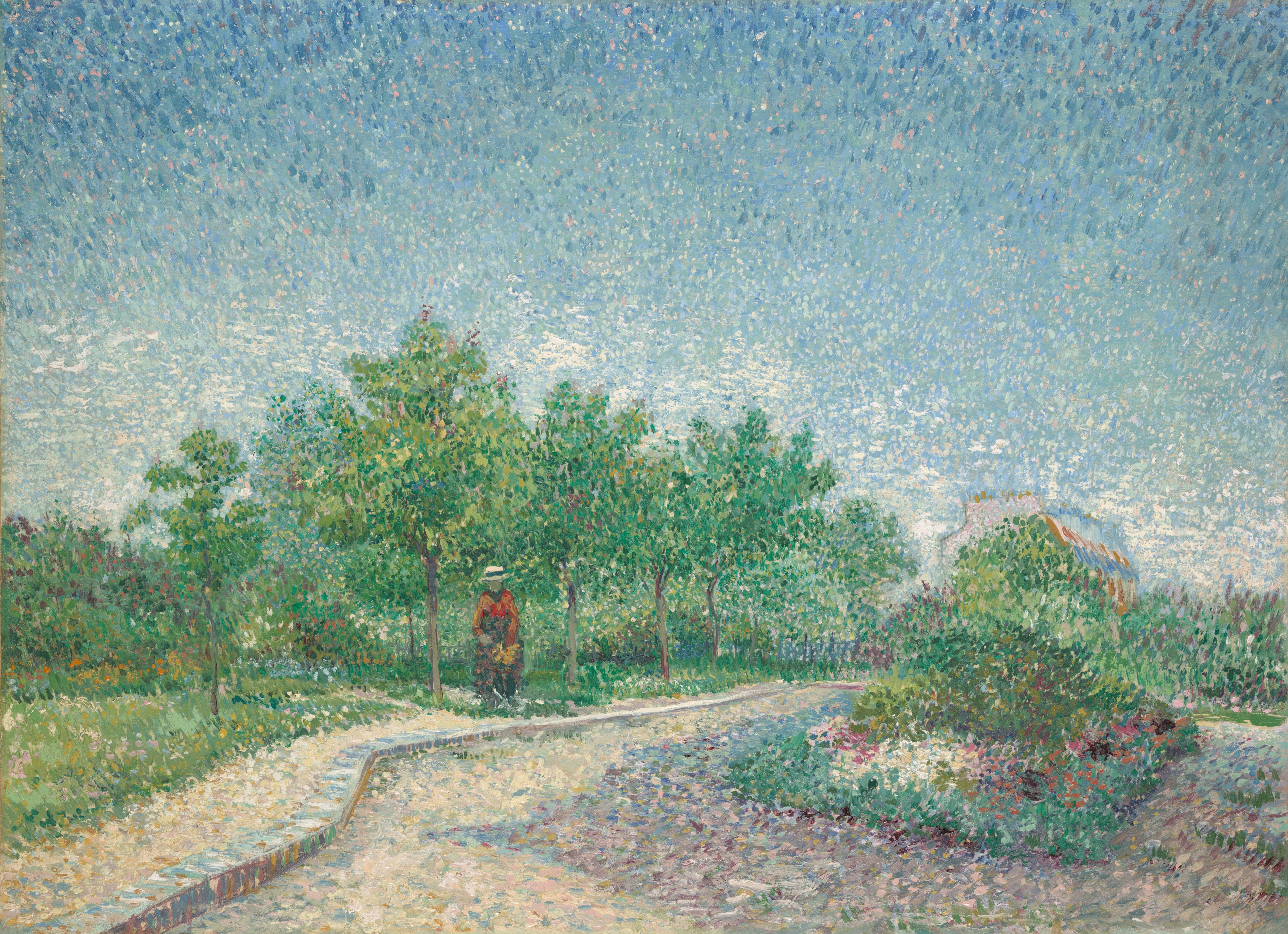
Coin du parc Voyer-d'Argenson à Asnières, 1887 Vincent van Gogh (1887)
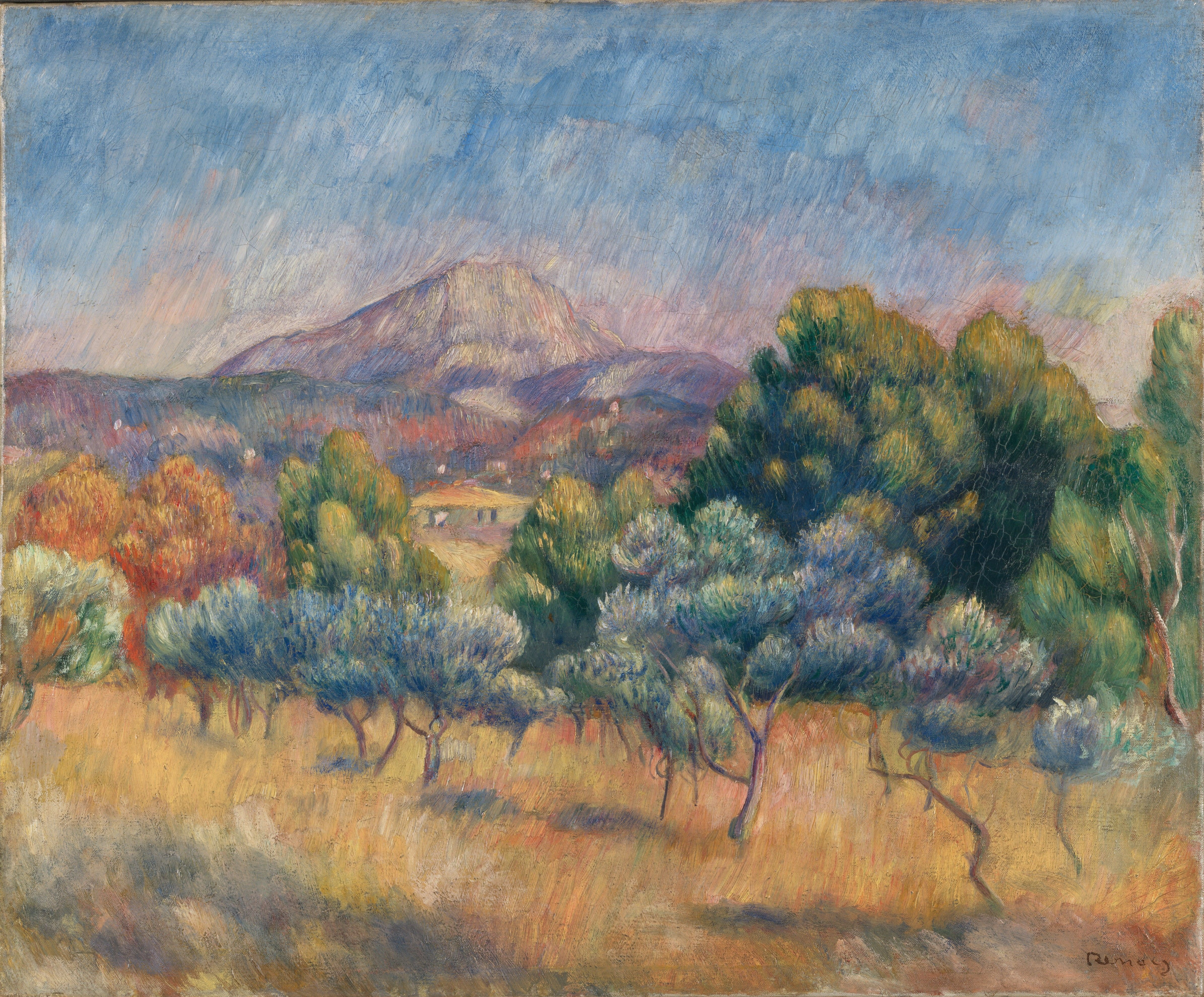
La Montagne Sainte-Victoire, 1889 Auguste Renoir
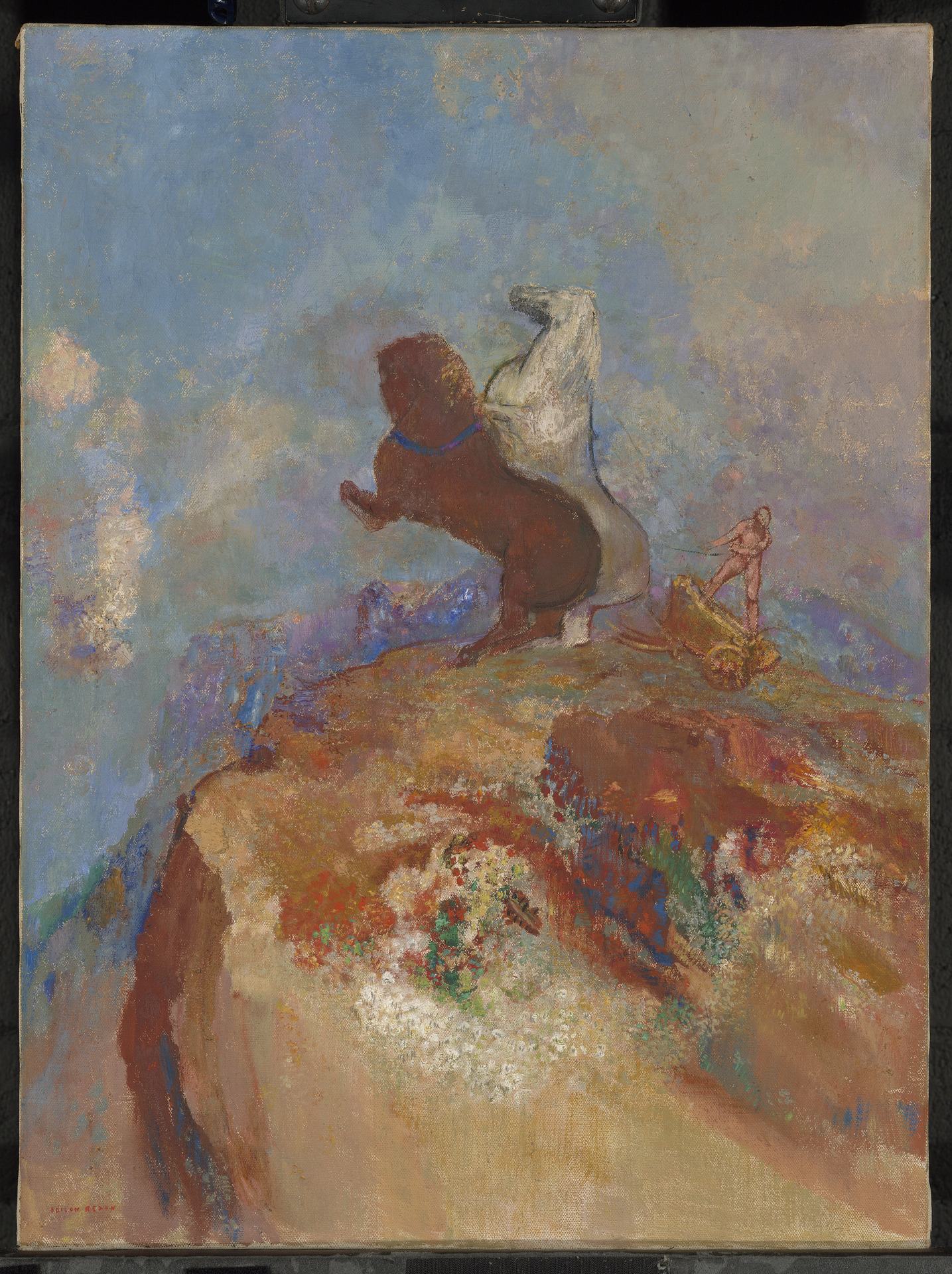
Le Char d'Apollon (1905-1910), Odilon Redon[4].

Photographie
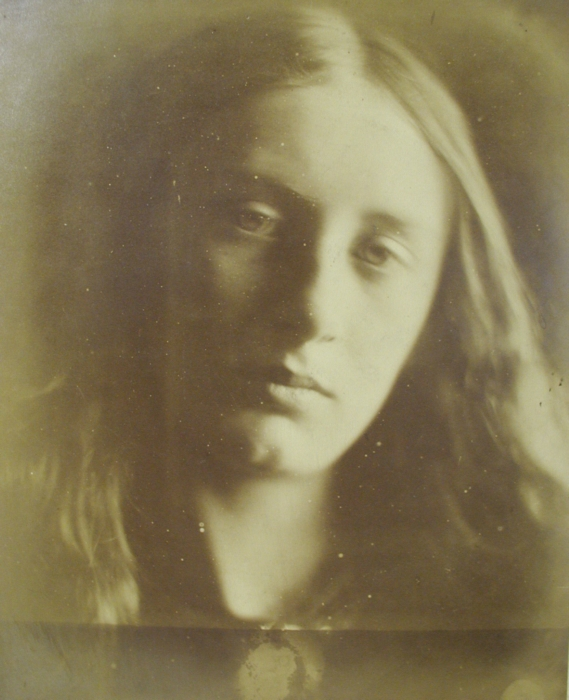
Julia Margaret Cameron (1866) par Julia Jackson
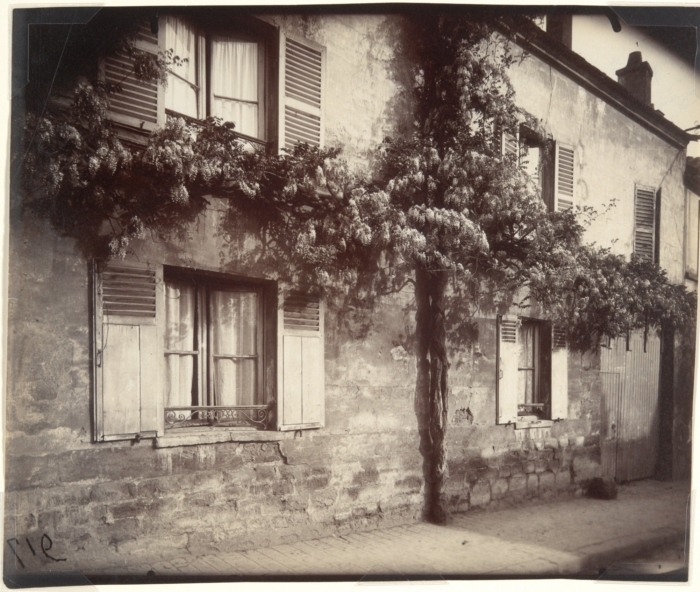
Glycine à Châtillon, 1919-1921 par Eugène Atget